# Live Alive Quo
Albums de Status Quo
Rock 'til You Drop
(1991) Thirsty Work
(1994)
Singles
1. Roadhouse Medley (Anniversary Waltz Part 25)
Sortie : 28 septembre 1992

Live Alive Quo est un album enregistré en public du groupe de rock anglais, Status Quo. Il est sorti le 14 novembre 1992 sur le label Polydor et a été produit par le groupe.

## Historique
Cet album fut enregistré dans sa grande partie lors du concert "A Party in the Park" donné le 30 août 1992  pour le 25e anniversaire de la station de radio BBC Radio 1. Ce concert se déroula devant environ 125 000 personnes au Sutton Park près de Birmingham. Les trois derniers titres de l'album proviennent des concerts donnés par le groupe à la Wembley Arena en décembre 1990.
Cet album se classa à la 37e place des charts britanniques. Le single tiré de l'album, Roadhouse Medley (Anniversary Waltz Part 25) atteindra lui, la 21e place.

## Liste des titres
1. Whatever You Want (Rick Parfitt, Andy Bown) : 4:28
2. In the Army Now (Bolland & Bolland) : 4:13
3. Burning Bridges (Francis Rossi, Bown) : 3:51
4. Rockin' All Over the World (John Fogerty) : 3:37
5. Roadhouse Medley : 20:25
  1. Roadhouse Blues (Morrison, Densmore, Manzarek, Krieger
  2. The Wanderer (Ernie Maresca)
  3. Marguerita Time (Rossi, Bernie Frost)
  4. Living on an Island (Parfitt, Bob Young
  5. Break the Rules (Rossi, Parfitt, Alan Lancaster, John Coghlan, Young)
  6. Somethin' 'Bout You Baby I Like (Richard Supa)
  7. The Price of Love (Everly Brothers
  8. Roadhouse Blues (Morrison, Densmore, Manzarek, Krieger)
6. Don't Drive My Car (Parfitt, Bown) : 4:03
7. Hold You Back (Rossi, Parfitt) : 4:31
8. Little Lady (Parfitt) : 3:26

### Titre bonus réédition 2006
1. Roadhouse Medley (Anniversary Waltz Part 25) (divers) : 4:55

## Musiciens
- Francis Rossi: guitare solo, chant
- Rick Parfitt: guitare rythmique, chant
- Andy Bown: claviers, harmonica, chœurs
- John Edwards: basse
- Jeff Rich: batterie, percussion

## Charts
Album
| Pays                          | Durée du classement | Meilleur classement | Date             |
| ----------------------------- | ------------------- | ------------------- | ---------------- |
| Royaume-Uni (UK Albums Chart) | 1 semaine           | 37e                 | 14 novembre 1992 |

Single
| Single                                       | Chart              | Durée du classement | Position | Date            |
| -------------------------------------------- | ------------------ | ------------------- | -------- | --------------- |
| Roadhouse Medley (Anniversary Waltz Part 25) | (UK Singles Chart) | 4 semaines          | 21e      | 11 octobre 1992 |
| Roadhouse Medley (Anniversary Waltz Part 25) | (IRMA)             | 1 semaine           | 27e      | 15 octobre 1992 |